# Francisco Rubio Llorente
Francisco Rubio Llorente (Berlanga, província de Badajoz, 25 de febrer de 1930 - Madrid, 23 de gener del 2016) fou un jurista espanyol. Va ser Magistrat del Tribunal Constitucional (1980-1992) organisme del que en fou Vicepresident (1989-1992). Va ser President del Consell d'Estat entre 2004 i 2012.
Va cursar estudis de dret en la Universitat de Valladolid, Doctor per la Universitat de Colònia (Alemanya) i de l'Institut d'Estudis Polítics de París. Fou estat professor de la Universitat Central de Veneçuela, lletrat i secretari general de les Corts Generals, on va treballar com a assessor de la ponència constitucional que va elaborar el text aprovat el 1978, i catedràtic de dret constitucional a les universitats de Valladolid i Complutense de Madrid.
Fou investit doctor honoris causa per les universitats d'Oviedo i Valladolid. Traductor de Karl Marx i Max Weber a l'espanyol.
En el Fòrum Europa de 2005 es va referir a les comunitats autònomes de Catalunya, País Valencià i les Illes Balears com a comunitat nacional catalana, com a comunitat cultural i no pas política, cosa que provocà les protestes de Francisco Camps. Malgrat això, després va rectificar i afirmà considerar "inadequat" nomenar "comunitat nacional" les autonomies. Tot i que rebutjava les expressions dret a decidir i a l'estat propi, i es va mostrar contrari a unes possibles eleccions plesbicitàries, es va mostrar partidari d'una consulta a Catalunya per tal d'evitar "efectes impredecibles" i d'una reforma asimètrica de la Constitució espanyola de 1978.